# Línia de flotació

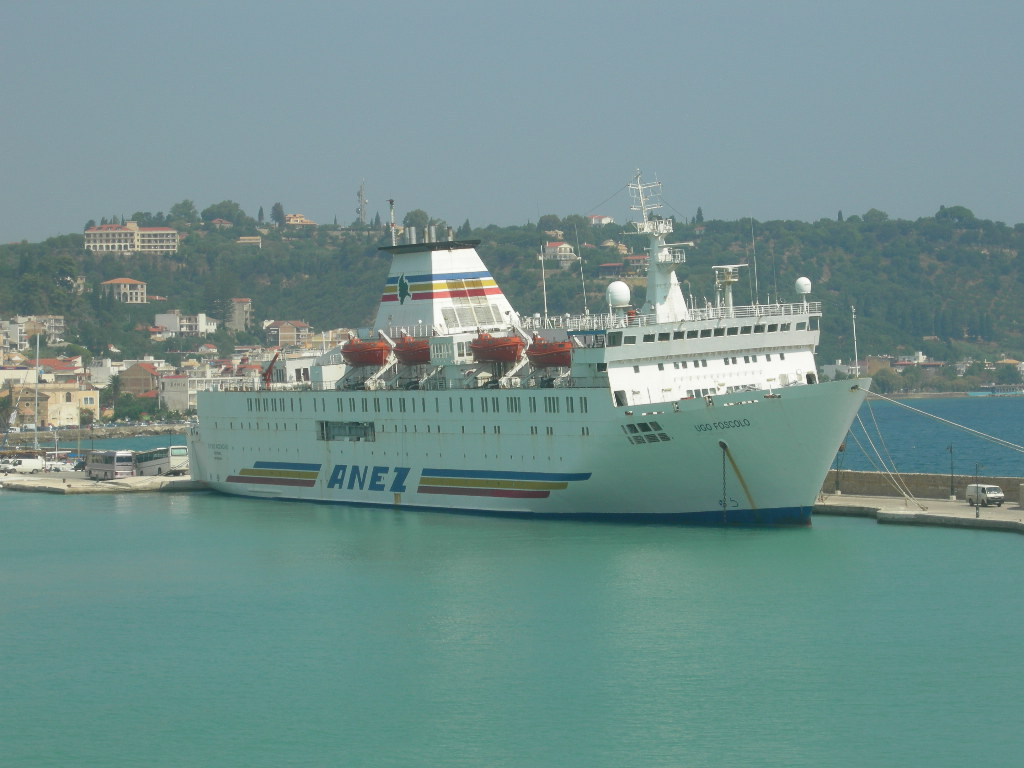
Ferry atracat en un moll, on es pot veure la línia de flotació marcada per l'aigua

La línia de flotació  és la línia formada per la intersecció del pla format per la superfície de l'aigua amb el buc d'un vaixell, separant la part submergida (obra viva), de la que no ho està (obra morta). És variable en funció de la càrrega, de les característiques de l'aigua, de l'estiba i d'altres factors. Cal no confondre-la amb la línia de càrrega o francbord.
En termes col·loquials, l'expressió "línia de flotació" sol referir-se a allò sobre el que s'assenta un concepte o un sistema determinat.